# مطبخ صومالي

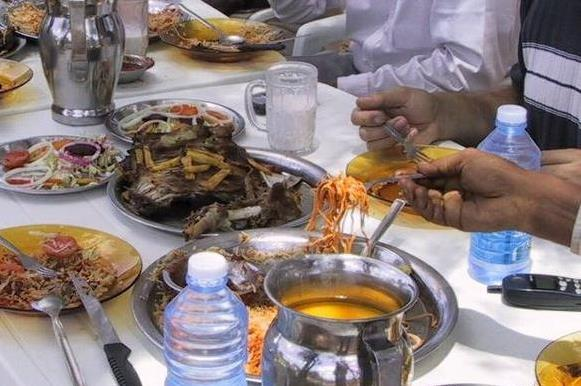
أنواع مختلفة من الأطباق الشعبية الصومالية.

يختلف المطبخ الصومالي من منطقة لأخرى، كذلك فهو يضم بين جنباته العديد من أساليب الطهي؛ وأهم ما يوحد المطبخ الصومالي في كافة أرجاء البلاد هو تقديم الطعام الحلال وفقا للشعائر الدينية الإسلامية، إذ لا يتم تقديم أطباق تحتوي على أي مشتقات من دهن أو لحم الخنزير وكذلك لا يتم تقديم المشروبات الكحولية بمختلف أنواعها، كما لا تؤكل الميتة أو أي لحوم مدممة.
ويتناول الصوماليون الغذاء دائما في التاسعة مساء، أما خلال شهر رمضان فيتم تناول الغذاء في أعقاب الانتهاء من صلاة التراويح والتي قد تمتد حتى الحادية عشرة مساء. ويعد «العانبولو» من أكثر الأكلات شهرة في الصومال والتي يتم تقديمها في كل أنحاء البلاد على الغذا كوجبة كاملة ويتكون من حبوب فاصوليا الأزوكي مخلوطة بالزبد والسكر؛ ويتم طهي الفاصوليا وحدها، التي يطلق عليها محليا اسم ديجير (بالصومالية: digir)، لمدة خمسة ساعات كاملة على نار هادئة للوصول للنكهة المطلوبة.
وتعد العنجيرو من أشهر الاكلات أيضا والسور
كما تعد أطباق الأرز (بالصومالية: barriss) والمعكرونة (بالصومالية: basto) من الأطعمة الشعبية أيضا إلا أن مذاقها يختلف عن مثيلتها في أي مكان أخر نظرا للتوابل والبهارات العديدة التي تضاف إليها.